# Movilidad Integrada
El Sistema de Movilidad Integrada de la Ciudad de México (MI) es un sistema de transporte público constituido el 15 de abril de 2019 por el Comité del Sistema Integrado de Transporte Público de la Ciudad de México (CISTP) con la finalidad de integrar administrativa y operativamente a todo el transporte público regulado por el Gobierno de la Ciudad de México.
Un elemento característico de esta integración lo constituye la Tarjeta de Movilidad Integrada que, desde 2020, se convirtió en el medio de pago de todo el transporte público de la ciudad, siendo actualmente el único medio de pago de todos los sistemas de transporte que forman parte de la Movilidad Integrada.

## Antecedentes
Previo a la creación de la Movilidad Integrada, el transporte público de la Ciudad de México estaba regulado por cada una de las dependencias operadoras de cada uno de los medios, pese a que todos los servicios estaban relacionados entre sí.
Esta situación provocó que a finales de la segunda década del siglo XXI imperara la falta de coordinación entre los diversos operadores del transporte público, la mayoría de ellos públicos, y otros privados, fomentando la ineficiencia en el uso de los recursos asignados a transporte público, así como su planeación a futuro.

## Estructura administrativa
El Sistema de Movilidad Integrada tiene como órgano regulador al Comité del Sistema Integrado de Transporte de la Ciudad de México (CISTP) que tiene como objetivo diseñar, implementar, ejecutar y evaluar la articulación física, operacional, informática, de imagen y del medio de pago del Sistema Integrado de Trasporte Público.
El CISTP pertenece a la Secretaría de Movilidad y está conformado de la siguiente forma:
| Miembros Propietarios del CISTP                                                                                                 | Miembros Propietarios del CISTP         | Miembros Propietarios del CISTP |
| Cargo | Funcionario                             | Cargo                           |
| --- | --------------------------------------- | ------------------------------- |
| Secretario de Movilidad Secretaría de Movilidad CDMX                                                                            | Dr. Héctor Ulises García Nieto          | Propietario (Presidente)        |
| Director General de Coordinación de Organismos Públicos y Proyectos Estratégicos Secretaría de Movilidad CDMX                   | Mtro. Álvaro Madrigal Montes de Oca     | Secretario Técnico del Comité   |
| Subsecretario de Planeación, Políticas y Regulación Secretaría de Movilidad CDMX                                                | Mtro. Salvador Medina Ramírez           | Miembro Propietario             |
| Subsecretario de Transporte Secretaría de Movilidad CDMX                                                                        | Ing. Luis Ruiz Hernández                | Miembro Propietario             |
| Director General Sistema de Transporte Colectivo (Metro)                                                                        | Ing. Guillermo Calderón Aguilera        | Miembro Propietario             |
| Director General Metrobús | Mtra. María del Rosario Castro Escorcia | Miembro Propietario             |
| Director General Organismo Regulador del Transporte (ORT)                                                                       | Ing. Pavel López Medina                 | Miembro Propietario             |
| Director General Servicio de Transportes Eléctricos (STE)                                                                       | Mtro. Martín López Delgado              | Miembro Propietario             |
| Director General Red de Transporte de Pasajeros                                                                                 | Mtro. Sergio Benito Osorio Romero       | Miembro Propietario             |
| Miembros Invitados del CISTP |                                         |                                 |
| Director General de Seguridad Vial y Sistemas de Movilidad Urbana Sustentable Secretaría de Movilidad CDMX                      | Guillermo Javier Felipe Ávila           | Miembro Invitado                |
| Titular del Órgano Interno de Control Secretaría de Movilidad CDMX                                                              | Lic. María Guadalupe Rangel Lozano      | Miembro Invitado                |
| Secretario de Movilidad Secretaría de Movilidad EDOMEX                                                                          | Mtro. Daniel Andrés Sibaja González     | Miembro Invitado                |
| Titular de la Unidad de Banca de Inversión Banco Nacional de Obras y Servicios Públicos, Banobras (Operador de “El Insurgente”) | Ing. Carlos Mier y Terán Ordiales       | Miembro Invitado                |

## Homologación de imagen

Mosaico que integra los logotipos de los sistemas pertenecientes a la Movilidad Integrada.

Uno de los elementos de la Movilidad Integrada es la homologación de la imagen del transporte público. Para lograr este objetivo, se comisionó al diseñador Lance Wyman, quien diseñó la imagen del Metro de la Ciudad de México, para diseñar la identidad de todos los sistemas de la Movilidad Integrada.

## Cobro de tarifas
La Tarjeta MI es el principal medio de pago en el Sistema de Movilidad Integrada, sin embargo, también se ha implementado el pago mediante tarjetas bancarias y dispositivos contactless, incluidos teléfonos celulares y relojes inteligentes, como medio de pago para las recargas de saldo en las taquillas electrónicas del Sistema, así como el pago en línea a través de la aplicación Mercado Pago y la APP CDMX, y como medio de pago directo en los controles de acceso de Metrobús.
Desde el 31 de enero de 2020 los sistemas de cobro de la ciudad dejaron de aceptar las tarjetas anteriores, con excepción del Metrobús en donde dejaron de funcionar el 21 de febrero.

### Tarifas
Actualmente todos los sistemas pertenecientes a la Movilidad Integrada aceptan este medio de pago, siendo el medio de pago exclusivo en la mayoría de ellos, en los que se cobran las siguientes tarifas:
| Sistema de transporte                | Tarifa | Medios de Pago | Medio de Recarga |
| ------------------------------------ | --- | --- | --- |
| Metro                                | Un viaje: $5.00 | - Tarjeta MI - Tarjeta de Crédito - Tarjeta de Débito - Dispositivos contactless                                                | Taquilla Tradicional - - En efectivo Taquilla Automatizada - - Tarjeta de Crédito - Tarjeta de Débito - Dispositivos contactless - Efectivo Recarga Remota - - Mercado Pago - APP CDMX |
| El Insurgente                        | Se cobra por tramo local e interurbano: $15.00 en el tramo comprendido entre Zinacantepec y Lerma, para ir a Santa Fe desde $60.00 a $90.00 (Se ocupa igual que el tren suburbano, es decir se pasa la tarjeta por el torniquete con saldo suficiente y al terminar el trayecto se pasa en el torniquete de salida para que se cobre el recorrido realizado según la distancia.). | Activo; desde septiembre de 2023 y 31 de agosto de 2024 (primera estación dentro de la Zona metropolitana del valle de México). | Taquilla Tradicional - - En efectivo Taquilla Automatizada - - Tarjeta de Crédito - Tarjeta de Débito - Dispositivos contactless - Efectivo Recarga Remota - - Mercado Pago - APP CDMX |
| Metrobús                             | Un viaje: $6.00 Servicio al Aeropuerto: $30.00 | - Tarjeta MI - Tarjeta de Crédito - Tarjeta de Débito - Dispositivos contactless                                                | Taquilla Tradicional - - En efectivo Taquilla Automatizada - - Tarjeta de Crédito - Tarjeta de Débito - Dispositivos contactless - Efectivo Recarga Remota - - Mercado Pago - APP CDMX |
| Tren Ligero                          | Un viaje: $3.00 | - Tarjeta MI | Taquilla Tradicional - - En efectivo Taquilla Automatizada - - Tarjeta de Crédito - Tarjeta de Débito - Dispositivos contactless - Efectivo Recarga Remota - - Mercado Pago - APP CDMX |
| Cablebús                             | Un viaje: $5.00 | - Tarjeta MI | Taquilla Tradicional - - En efectivo Taquilla Automatizada - - Tarjeta de Crédito - Tarjeta de Débito - Dispositivos contactless - Efectivo Recarga Remota - - Mercado Pago - APP CDMX |
| Ecobici                              | Planes de suscripción para viajes de hasta 45 minutos: - Anual: $545.00 - 7 días: $409.00 - 3 días: $245.00 - 1 día: $123.00 Plan de suscripción para viajes de hasta 90 minutos: $899.00 | - Tarjeta MI - App EcoBici | Taquilla Tradicional - - En efectivo Taquilla Automatizada - - Tarjeta de Crédito - Tarjeta de Débito - Dispositivos contactless - Efectivo Recarga Remota - - Mercado Pago - APP CDMX |
| Trolebús                             | Líneas 1 a 9 y 12: $4.00 Líneas 10 y 11: $7.00 Servicio Nocturno: $7.00 | - Tarjeta MI | Taquilla Tradicional - - En efectivo Taquilla Automatizada - - Tarjeta de Crédito - Tarjeta de Débito - Dispositivos contactless - Efectivo Recarga Remota - - Mercado Pago - APP CDMX |
| Red de Transporte de Pasajeros (RTP) | Servicio Ordinario: $2.00 Servicio Expreso: $4.00 Servicio Ecobús: $5.00 Servicio Nocturno: $7.00 Autopista Urbana: $20.00 | - Tarjeta MI - Efectivo | Taquilla Tradicional - - En efectivo Taquilla Automatizada - - Tarjeta de Crédito - Tarjeta de Débito - Dispositivos contactless - Efectivo Recarga Remota - - Mercado Pago - APP CDMX |
| Corredores y Zonales                 | Servicio Ordinario: $7.50 Servicio Ejecutivo: $8.00 | - Tarjeta MI - Efectivo | |
| Ruta (ajeno a MI)                    | Microbuses y Vagonetas: - Primeros 5km: $6.00 - 5km a 12km: $6.50 - Más de 12 km: $7.50 Autobuses: - Primeros 5km: $7.00 - Más de 5km: $8.00 | - Efectivo | No disponible |